# パズルボーイ
『パズルボーイ』（PUZZLE BOY）は、1989年11月24日に日本の株式会社アトラスから発売されたゲームボーイ用パズルゲーム。日本国外でのタイトルは『Kwirk』。
主人公の「ポテりん」を操作し、迷路状のフロアから脱出する事を目的としたゲーム。参入企業、ソフト数とも少数であったゲームボーイ市場の初期に、『女神転生』シリーズの開発元として知られたアトラスが初めて自社名義で発売したゲームソフトである。音楽は『女神転生』シリーズを手掛けた増子司が担当している。
1990年にファミリーコンピュータ ディスクシステムに移植された他、1991年にPCエンジンに移植された。PCエンジン版は2006年にWindows用ソフトとしてi-revoにて配信された。
後に問題を一新した続編のゲームボーイ用ソフト『パズルボーイII』（1991年）が発売された他、キャラクターを借用した派生作品も発売された。

## ゲーム内容

### システム
『倉庫番』（1982年）に代表されるトップビューのステージクリア型パズルゲーム。壁で囲まれた迷路状のフロア内にいるジャガイモのポテりんを操作して、ゴールまで導くとクリアとなる。フロア内にはくるりんドア、石、穴の3つの仕掛けが配置されており、これらを上手く利用、処理しないとゴールへたどり着く事はできない。ゲーム中におけるポテりんの操作は十字キーのみで行うことができ、複雑な操作は要求されない。他のボタンはメニュー画面の呼び出しなどで補助的に使用するだけである。
ゲームモードはパズルとトライアルの2つとなる。パズルでは好みのフロアを選択し最少手数、最短時間でのフロア攻略を目指す。上級者向けのレベルではフロアも広くなり、多数の仕掛けが配置されるなど難易度が増していく。さらにはポテりんを含めた複数のキャラクターが配置されるフロアも登場する。この状態をマルチプレイと呼び、全員を適宜切り替えながらゴールへ移動させなくてはならない。
トライアルでは連続した複数のフロアをクリアしていき、全てのフロアをクリアした際の時間を競う。フロア構成はパズルと比較すると簡単である。対戦プレイも可能となっており、その際は相手より先に全てのフロアをクリアすると勝利となる。

### 仕掛け
くるりんドア
軸で固定されているブロック状のドア。十字やT字などの形状があり、ポテりんが押すと軸を中心に90度単位で回転する。回転を妨げる石や壁などが挟まっている場合は動かない。
石
大小さまざまなサイズが存在し、フロア内の床に配置されている。ポテりんは石を押して移動させる事ができる。ただし一度に動かせる石は1つだけで、複数の石をまとめて押すことはできない。
穴
ポテりんは穴の上を移動できない。同じサイズの石を落とすと床となり、通行が可能となる。

## 登場キャラクター
登場するキャラクターはすべて擬人化された野菜である。説明書や箱などの印刷物では"野菜くん達"と書かれたその上に"ベジタブルズ"とのルビが振られている。
ポテりん
本作の主人公。野球帽をかぶったジャガイモの少年。ぽてりん、ポテリンとの表記もある。
トマトちゃん
大きな水玉模様のリボンをつけたトマトの少女。野菜くん達の憧れの的。ゲーム中ではメニュー画面の説明役として登場する。
ナスビくん
ポテりんの友達でもあり、ライバルでもあるナス。いつも口をへの字に曲げ、機嫌の悪そうな表情をしている。マルチプレイに登場する他、対戦モードでは2プレイヤー用キャラクターとしても登場する。
キャロ太
不精ヒゲを生やしたニンジン。ナスビくんとは対照的にいつもニコニコしている。マルチプレイで登場する。
Pマン
Pの文字を誇らしげに着けているピーマン。マントを着けることもあり、まるでヒーローのような風格を漂わせている。マルチプレイで登場する。

## 移植版
| No. | タイトル       | 発売日         | 対応機種         | 開発元               | 発売元         | メディア              | 型式    | 備考                     |
| --- | -------------- | -------------- | ---------------- | -------------------- | -------------- | --------------------- | ------- | ------------------------ |
| 1   | パズルボーイズ | 1990年11月16日 | ディスクシステム | アトラス             | アトラス       | ディスクカード両面    | ATL-PUZ | 書き換え専用             |
| 2   | パズルボーイ   | 1991年2月22日  | PCエンジン       | レノベーションゲーム | 日本テレネット | 2メガビットHuCARD     | TJ03001 | PCエンジンGT通信対戦対応 |
| 3   | パズルボーイ   | 2006年         | Windows          | レノベーションゲーム | アイレボ       | ダウンロード (i-revo) | -       | PCエンジン版の移植       |

ディスクシステム版『パズルボーイズ』
- ゲームボーイ版の移植となるファミリーコンピュータ ディスクシステム用ソフト。1990年11月16日発売。ディスクシステム衰退期に書き換え専用作品として供給された。アトラスから初めて発売されたファミリーコンピュータ用ソフトであり、唯一のディスクシステム用ソフトでもある。
- 磁気ディスク媒体を活用したセーブ機能を搭載。各フロアやトライアルモードのクリア時間、パズルモードにおける進行状況の記録が可能となった。

PCエンジン版
- ゲームボーイ版の移植となるPCエンジン用ソフト。日本テレネットより1991年2月22日発売。当時主流であったHuCARDで供給された。
- ゲーム内におけるキャラクターグラフィックは変更され、BGMも一新された。特にメニュー画面やエンディングに登場するキャラクターはアメコミのような画風で描かれており、ゲームボーイ版を流用したパッケージイラストとは大きく異なる。トライアルモードではPCエンジンGTによる対戦プレイも可能。パズルモードの進行状況記録はパスワードで対応した。

## スタッフ
PCエンジン版
- プログラマー：辻睦成
- プランナー：安ヶ平たかし
- デザイナー：清水芳久
- 音楽：山本雅康
- スペシャル・サンクス：福島和行、福島雄二、福島孝、小川史生、菊池栄二、三浦智子、やまうちよしき、やぎたかし、デヴィッドいわた、松沢哲次、鈴木厚、佐々木勝徳

## 評価
ゲームボーイ版
ゲーム誌『ファミコン通信』の「クロスレビュー」では合計で25点（満40点）、『ファミリーコンピュータMagazine』の読者投票による「ゲーム通信簿」での評価は以下の通りとなっており、20.65点（満30点）となっている。
| 項目 | キャラクタ | 音楽 | 操作性 | 熱中度 | お買得度 | オリジナリティ | 総合  |
| 得点 | 3.59       | 3.32 | 3.39   | 3.54   | 3.39     | 3.42           | 20.65 |

ファミリーコンピュータ版
ゲーム誌『ファミコン通信』の「クロスレビュー」では合計で23点（満40点）、『ファミリーコンピュータMagazine』の読者投票による「ゲーム通信簿」での評価は以下の通りとなっており、15.06点（満25点）となっている。
| 項目 | キャラクタ | 音楽 | 操作性 | 熱中度 | お買得度 | オリジナリティ | 総合  |
| 得点 | 3.13       | 2.81 | 3.08   | 3.05   | -        | 2.98           | 15.06 |

PCエンジン版
ゲーム誌『ファミコン通信』の「クロスレビュー」では7・7・8・8の合計26点（満40点）、『月刊PCエンジン』では75・85・70・75・70の平均75点（満100点）、『マル勝PCエンジン』では6・8・7・7の合計28点（満40点）、『PC Engine FAN』の読者投票による「ゲーム通信簿」での評価は以下の通りとなっており、18.03点（満30点）となっている。また、この得点はPCエンジン全ソフトの中で449位（485本中、1993年時点）となっている。
| 項目 | キャラクタ | 音楽 | 操作性 | 熱中度 | お買得度 | オリジナリティ | 総合  |
| 得点 | 3.39       | 3.06 | 3.18   | 2.91   | 2.88     | 2.61           | 18.03 |

## シリーズ・関連作品
パズルボーイII
- 『パズルボーイ』の続編となるゲームボーイ用ソフト。1991年8月2日発売。北米では『Amazing Tater』のタイトルで発売された。
- 新たな問題だけでなく、ポテりんの冒険を描いた"シナリオモード"や、トマトちゃんによる説明を受けながらゲームを進める初心者向けの"にゅうもんモード"も追加された。BGMは前作のアレンジが多い。

突撃ばれいしょんず
- 1991年1月25日発売のゲームボーイ用ソフト。『パズルボーイ』の野菜キャラクターを起用したダンジョン探索型アクションゲーム。

真・女神転生III-NOCTURNE
- 2003年2月20日発売のプレイステーション2用RPG。『パズルボーイ』の基本ルールはそのままに、キャラクターをジャックランタンに、BGMを『真・女神転生』のものに変更したミニゲームが収録されている。

真・女神転生 デビルチルドレン パズルdeコール!
- 2003年7月25日発売のゲームボーイアドバンス用ソフト。『パズルボーイ』の基本ルールはそのままに、『真・女神転生デビルチルドレン』のキャラクターを起用した。